# Corina Casanova

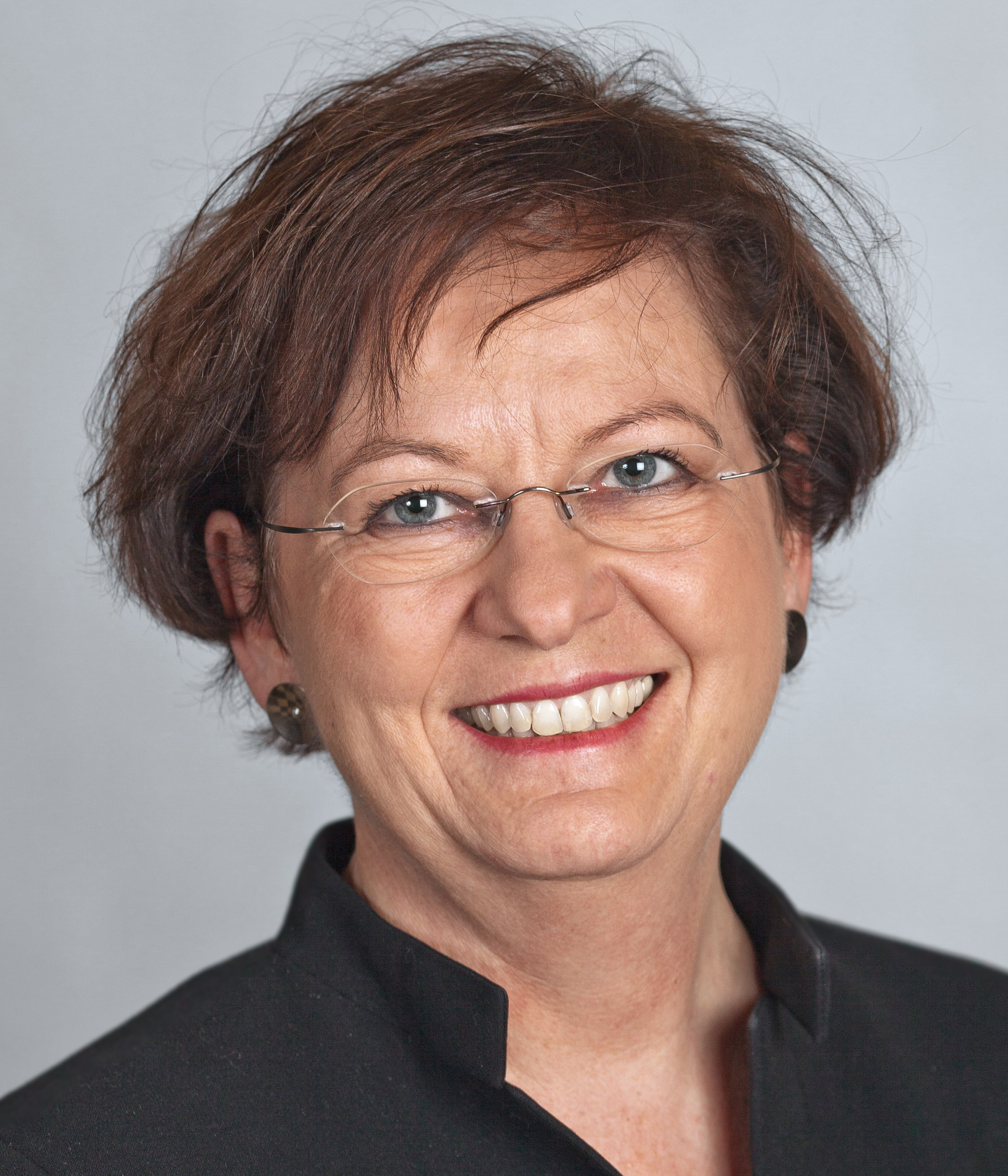
Offizielles Porträt von Bundeskanzlerin Corina Casanova (2011)

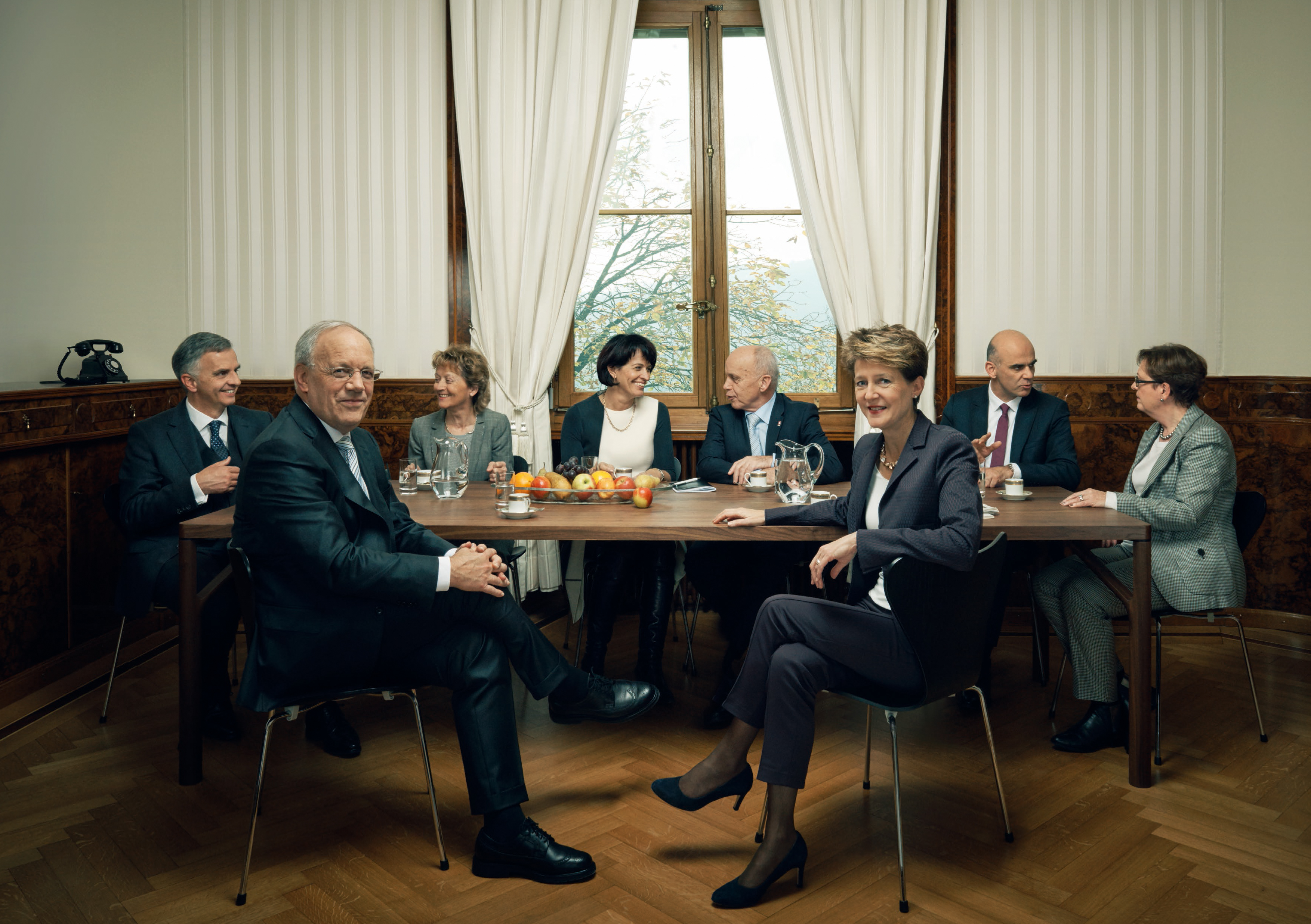
Corina Casanova (hinten, erste Position von rechts) auf dem offiziellen Bundesratsfoto 2015

Corina Lydia Casanova (* 4. Januar 1956 in Ilanz; heimatberechtigt in Vrin und Ruschein) ist eine Schweizer Juristin. Sie war vom 1. Januar 2008 bis 31. Dezember 2015 Bundeskanzlerin der Schweizerischen Eidgenossenschaft, die als solche die Bundeskanzlei (BK) führte. Sie ist Mitglied der Christlichdemokratischen Volkspartei (CVP).

## Biografie
Casanova wuchs in den Bündner Dörfern Tarasp und Ruschein auf, wo sie auch die Primarschule besuchte. An der Kantonsschule in Chur erwarb sie 1977 die Maturität Typus B. Anschliessend studierte sie Rechtswissenschaften an der Universität Freiburg und schloss 1982 mit dem Lizentiat ab. 1984 erwarb sie das Anwaltspatent des Kantons Graubünden. Anschliessend arbeitete sie zwei Jahre lang in der Anwaltskanzlei des ehemaligen Bundesgerichtspräsidenten Giusep Nay. Von 1986 bis 1990 war sie als Delegierte des Internationalen Komitees vom Roten Kreuz in Südafrika, Angola, Nicaragua und El Salvador tätig.
1992 trat Casanova in die Bundesverwaltung ein und wurde Informationsbeauftragte der Parlamentsdienste. Von 1996 bis 1999 arbeitete sie im Stab von Bundesrat Flavio Cotti, dem Vorsteher des Eidgenössischen Departements für auswärtige Angelegenheiten (EDA). Danach war sie im selben Departement persönliche Mitarbeiterin von Bundesrat Joseph Deiss. Im April 2002 ernannte sie der Bundesrat zur stellvertretenden Generalsekretärin des Eidgenössischen Departements für auswärtige Angelegenheiten. Am 27. April 2005 wurde sie zur Vizekanzlerin gewählt und trat dieses Amt am 1. August 2005 an.
Nachdem Bundeskanzlerin Annemarie Huber-Hotz ihren Rücktritt angekündigt hatte, wählte die Bundesversammlung Casanova am 12. Dezember 2007 zu deren Nachfolgerin. Am 29. Juni 2015 gab die Bundeskanzlei bekannt, dass Corina Casanova bei den Erneuerungswahlen am 9. Dezember 2015 auf eine dritte Amtszeit verzichtet. Am 1. Januar 2016 übergab sie das Amt an Walter Thurnherr.
2019 wurde sie zur Präsidentin der Fundaziun Medias Rumantschas gewählt, die als Nachrichtenagentur für die rätoromanischen Medien wirkt und die Tageszeitung La Quotidiana produziert.
Seit 2021 ist sie Präsidentin der Societad Retorumantscha, die u. a. als Trägerverein für die Herausgabe des Dicziunari Rumantsch Grischun (DRG) verantwortlich ist.
Casanova spricht sechs Sprachen: Rätoromanisch (Sursilvan und Vallader), Deutsch, Französisch, Italienisch, Englisch und Spanisch.

## Auszeichnungen
- Preis für die Zwei-Mehrsprachigkeit 2013. Verliehen durch das Forum für die Zweisprachigkeit.[5]